# Lajos Csatay

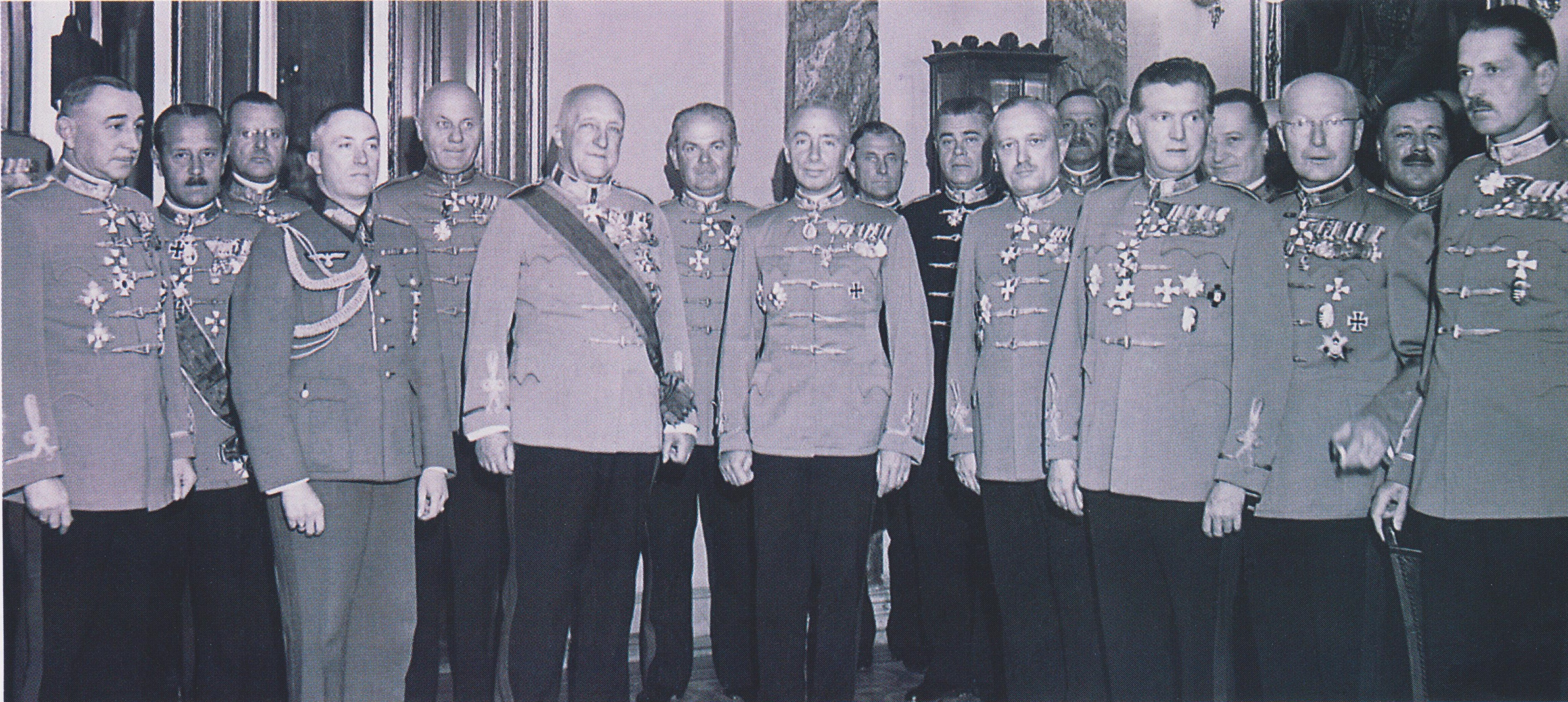
Csatay mittig neben Erzherzog Joseph August, 1944

Vitéz Lajos Csatay von Csataj (* 1. August 1886 als Lajos Tuczentaller in Arad, Königreich Ungarn; † 16. Oktober 1944 in Budapest) war ein ungarischer Generaloberst, Politiker und Verteidigungsminister (1943/44).

## Leben
Nach Abschluss der Schulen in Kőszeg und Kismarton besuchte Csatay von 1904 bis 1907 die k.u.k. Technische Militärakademie in Mödling. 1906 ließ er seinen Namen von Tuczentaller in Csatay magyarisieren. Von 1911 bis 1914 absolvierte Csatay die Artillerieschule in Wien und wurde nach Abschluss dessen Offizier im Generalstab. Nach dem Krieg wurde er Lehrer an der Budapester Kriegsakademie und war von 1921 bis 1926 im Truppendienst. Von 1926 bis 1933 war Csatay Befehlshaber des 7. Artillerie-Battailons und war danach bis 1941 Befehlshaber der Schießschule. 1941/42 war Csatay Artillerie-Kommandeur des 5. Korps der Armee in Pécs und leistete von Mai bis Dezember 1942 Kriegsdienst. Nachdem er 1942/43 Kommandeur der 3. Armee war, wurde er am 12. Juni 1943 Verteidigungsminister im Kabinett von Ministerpräsident Miklós Kállay und behielt dieses Amt auch unter dessen Nachfolgern bei. Da Csatay einen Waffenstillstand mit der Sowjetunion befürwortete und an Vorbereitungen für einen Kriegsaustritt Ungarns teilnahm, wurde er durch die Geheime Staatspolizei verhaftet und beging am 16. Oktober 1944 Suizid.